# Port de Kaberneeme
Le port de Kaberneeme (estonien : Kaberneeme sadam, code EE KBNG) est un port à Kaberneeme en Estonie.

## Présentation
Le port est géré par Kaberneeme Marina OÜ, et sa saison de navigation dure du 1er mai au 30 septembre.

## Galerie

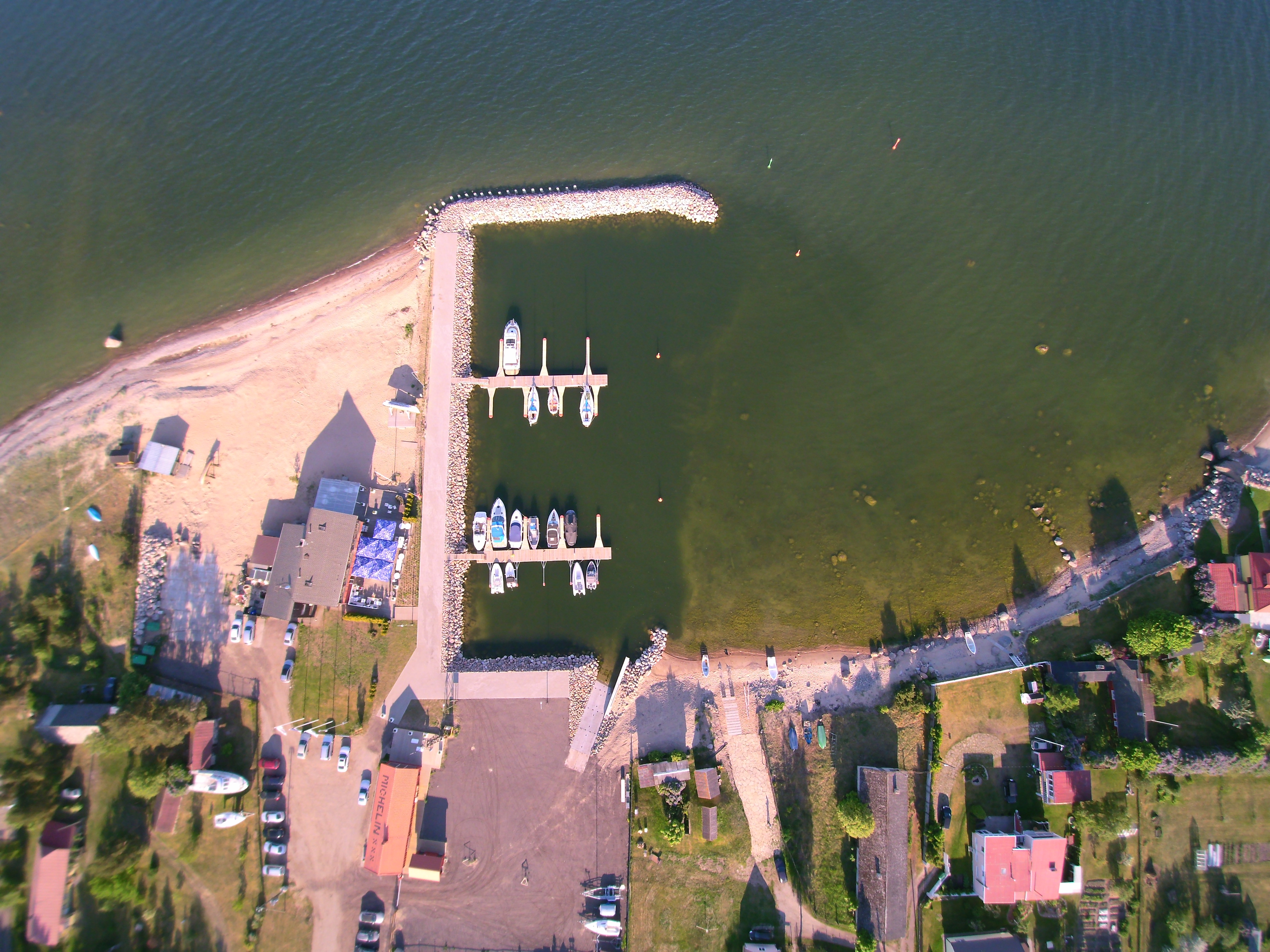
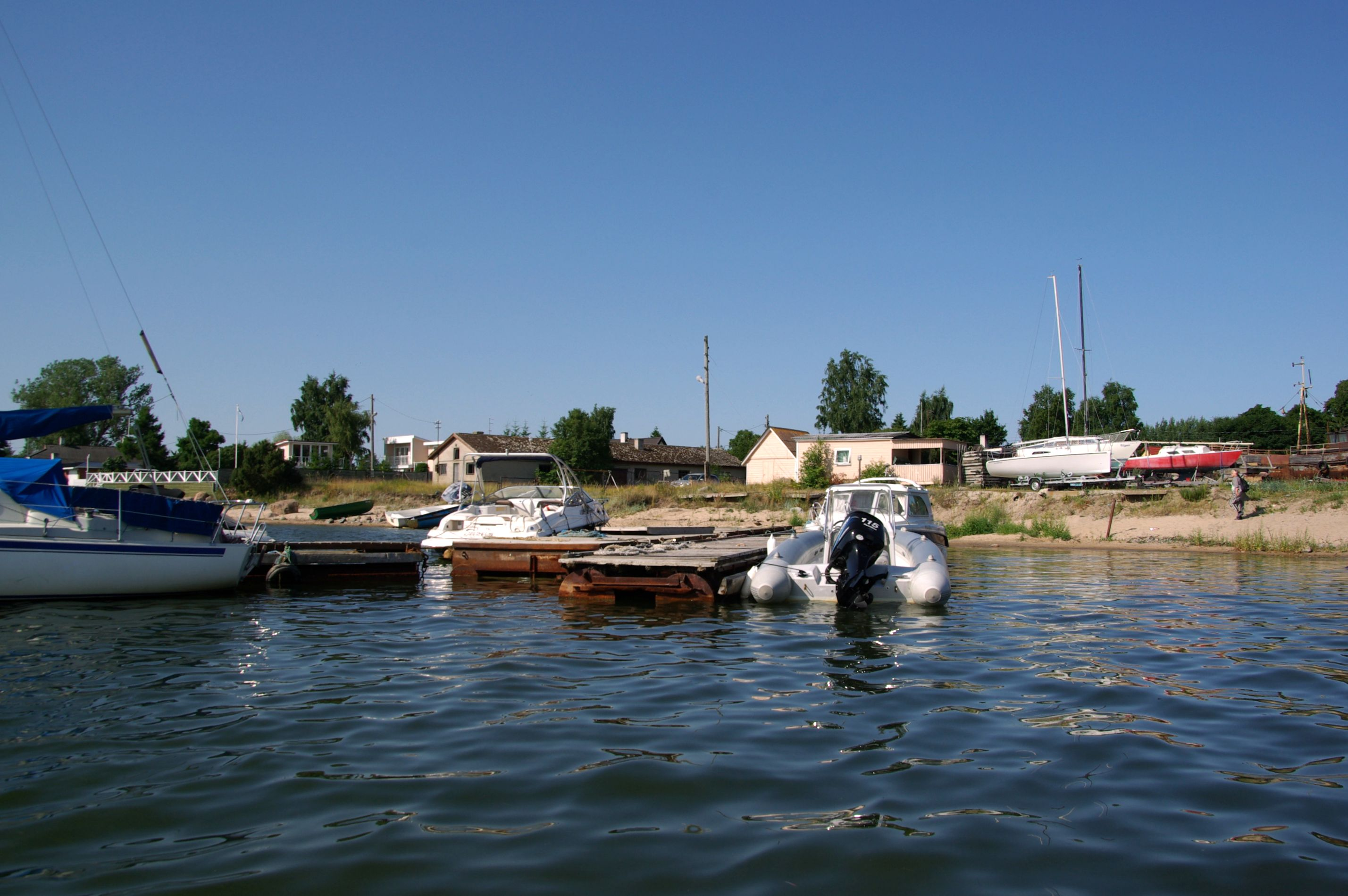
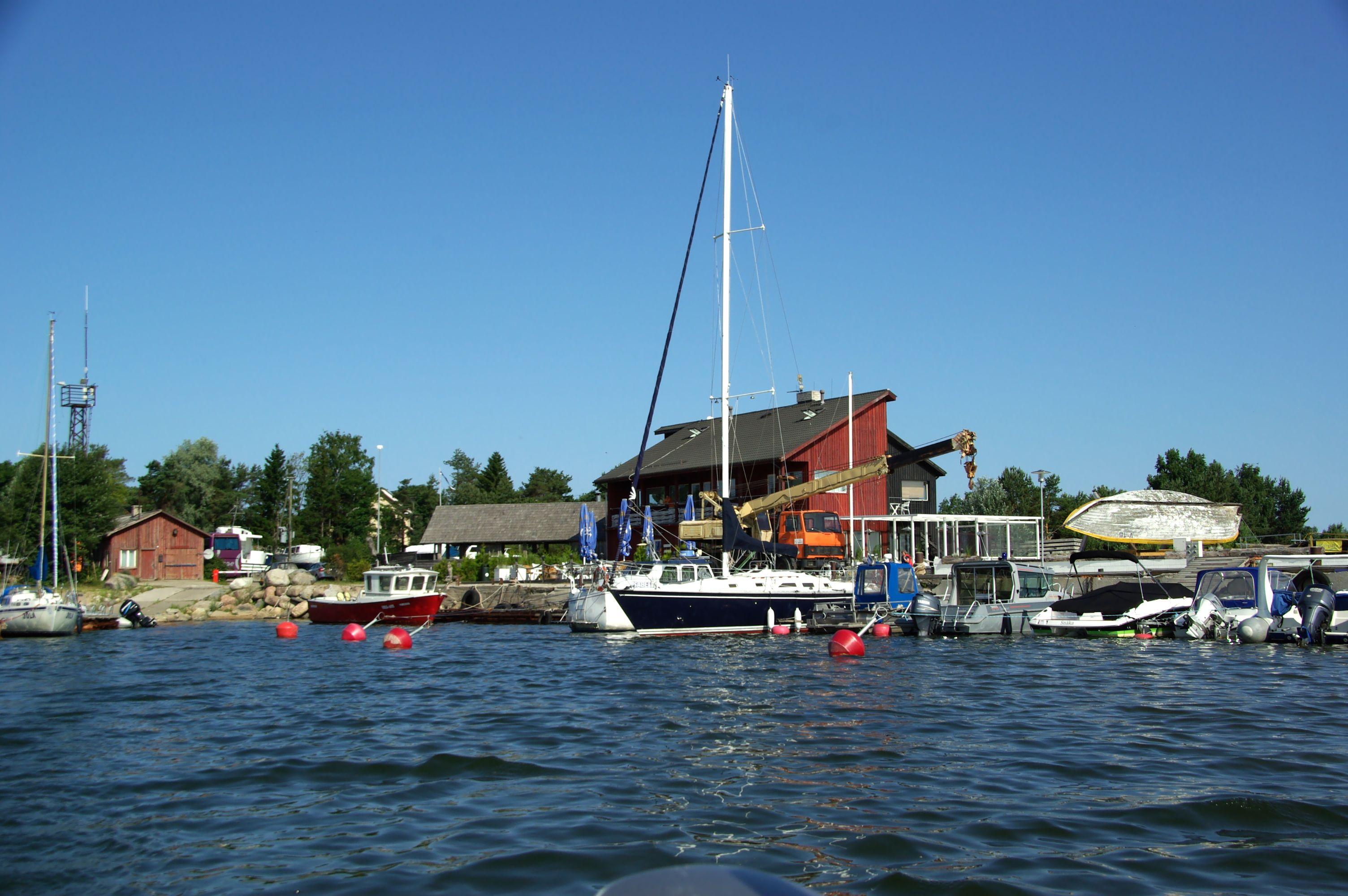
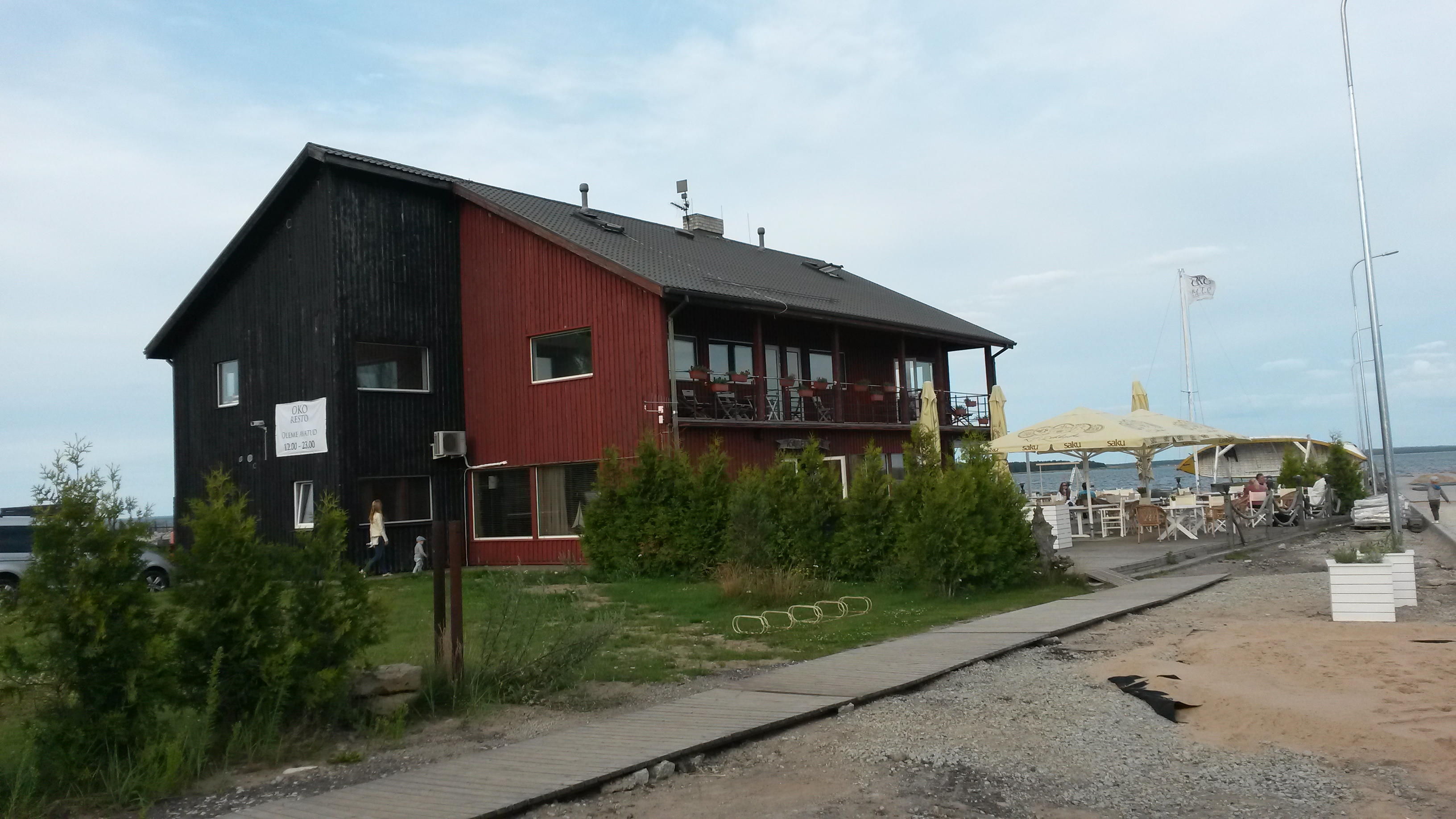